# 2009 год в Сербии
2009 год в Сербии — хронологический список событий 2009 года, которые оставили заметный след в истории Сербии и в жизни её граждан.

## Январь
- 1 января — экологическая катастрофа в пригороде Бора, в Брезонике — рекордное загрязнение воздуха в результате выброса на РТБ «Бор» диоксида серы, концентрация которого более чем в 110 раз превысила допустимое значение[1][2].

Последствия газового конфликта между Россией и Украиной. Красный: поставки газа прекращены полностью или более чем на 90 %; Розовый: частично неполучающие

- 6 января — из-за газового конфликта между Россией и Украиной прекратилась подача природного газа в Сербию из России.
- 14 января — сербский обвинитель по военным преступлениям Владимир Вукчевич предоставил в канцелярию Совета Европы в Белграде доклад о торговле органами около 400 похищенных и убитых сербов из Косово и Метохии на севере Албании[2].
- 16 января — в Белграде, умер Богдан Тирнанич, журналист, публицист и кинокритик[2].
- 16 января — независимость Косово признала Панама.
- 22 января — Правительство Сербии дало согласие на создание компании «Коридор 10», которая будет руководить строительством одноимённого европейского транспортного коридора, проходящего через Сербию[2].

## Февраль
- 2 февраля — компания «Нефтяная индустрия Сербии» продана за 400 миллионов евро российской компании «Газпром нефть»[2].
- 15 февраля — президент Сербии Борис Тадич назначил генерал-лейтенанта Милоя Милетича начальником Генерального штаба армии Сербии, и его заместителем — генерал-лейтенанта Младена Чирковича[2].
- 19 февраля — независимость Косово признали Мальдивы.
- 24 февраля — Владе Дивац избран президентом Олимпийского комитета Сербии.
- 26 февраля — Международный трибунал в Гааге по бывшей Югославии оправдал бывшего президента Сербии Милана Милутиновича. Другие участники судебного процесса были осуждены на разные сроки заключения: бывший вице-премьер Союзной Республики Югославия Никола Шаинович, экс-генералы Небойша Павкович и Сретен Лукич — на 22 года, а начальник югославского Генерального штаба Драголюб Ойданич и руководитель Приштинским корпусом югославской армии Владимир Лазаревич — на 15 лет[3].

## Март
- 9 марта — независимость Косово признала Республика Палау[4].

## Апрель
- 7 апреля — независимость Косово признала Гамбия.
- 20 апреля — независимость Косово признала Саудовская Аравия.

## Май
- 10 мая — на открытом чемпионате Сербии по теннису, который проходил с 2 по 10 мая, Новак Джокович победил в финале польского теннисиста Лукаша Кубота со счётом 2:0
- 14 мая — независимость Косово признали Коморы.

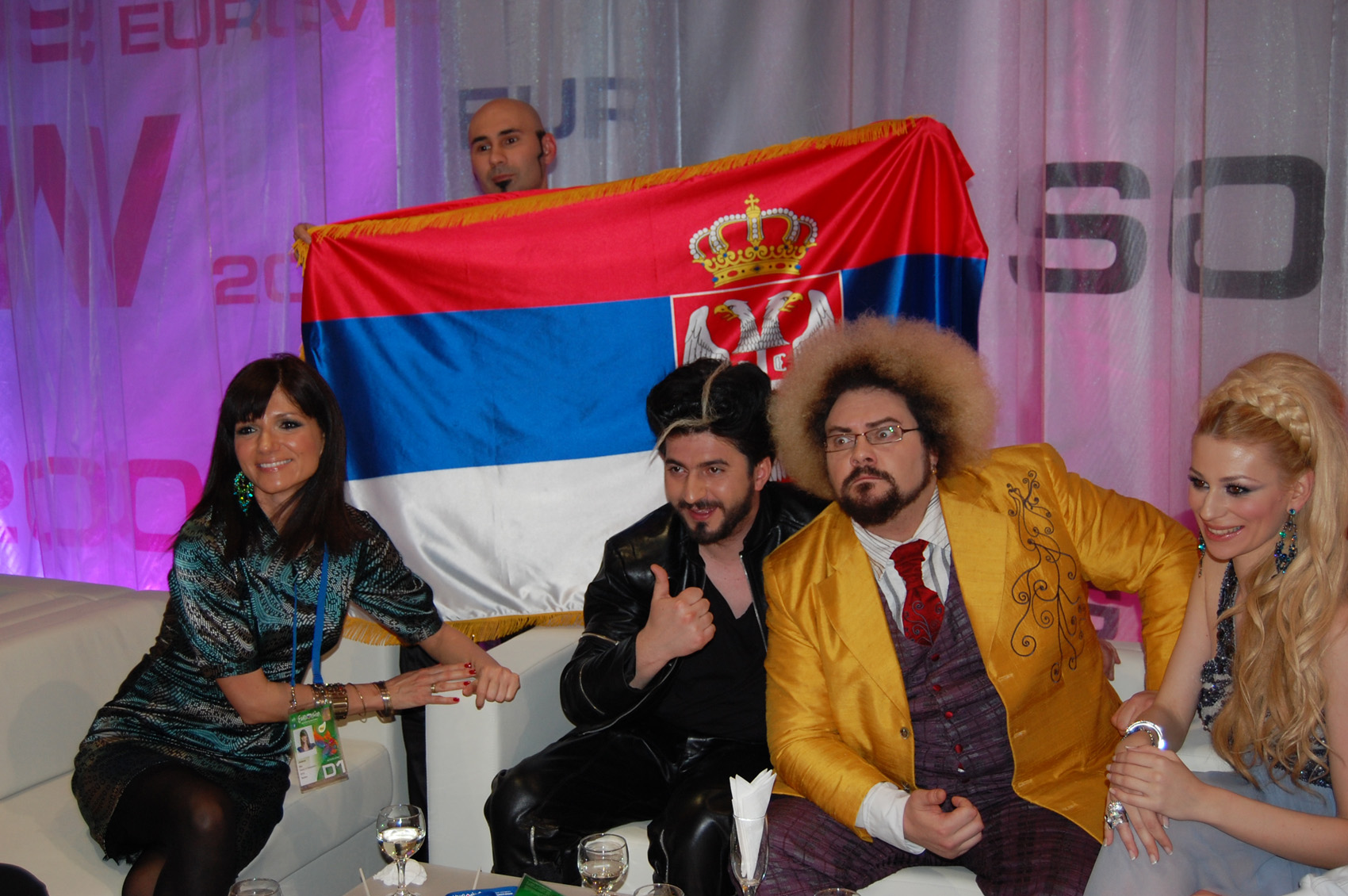
Марко Кон и Милан Николич на конкурсе Евровидение-2009

- 14 мая — на конкурсе песни Евровидение-2009 в Москве во втором полуфинале выступили Марко Кон и Милан Николич с песней «Ципела». По результатам голосования сербские исполнители не смогли пройти в финал конкурса.
- 19 мая — независимость Косово признал Бахрейн.

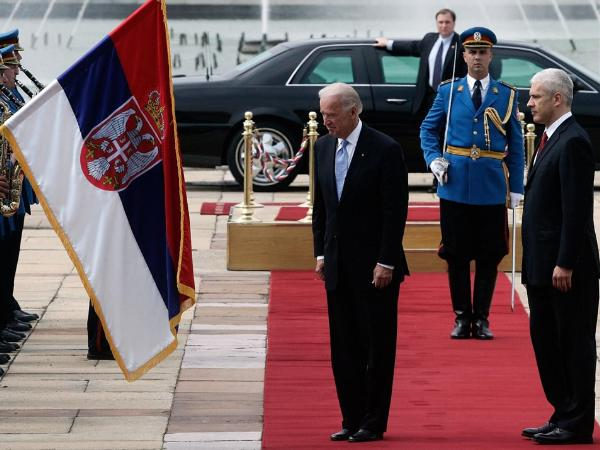
Борис Тадич и Джозеф Байден

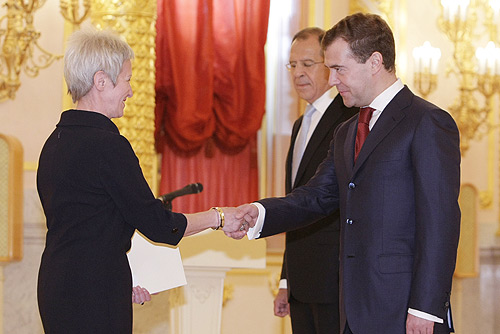
Елица Курьяк вручает Верительную грамоту Дмитрию Медведеву

- 20 мая — Белград посетил вице-президент США Джозеф Байден.
- 21 мая — в резиденцию Президента Сербии в Белграде проник 52-летний серб Драган Марич с двумя ручными гранатами. После 5 часов переговоров он решил сдаться. Президента Тадича в резиденции во время инцидента не было[5].
- 29 мая — Чрезвычайный и Полномочный Посол Сербии в России Елица Курьяк вручила Верительную грамоту Президенту России Дмитрию Медведеву.

## Июнь
- 10 июня — взаимная отмена виз для поездок не более чем на 30 дней для граждан Сербии и России.

## Июль

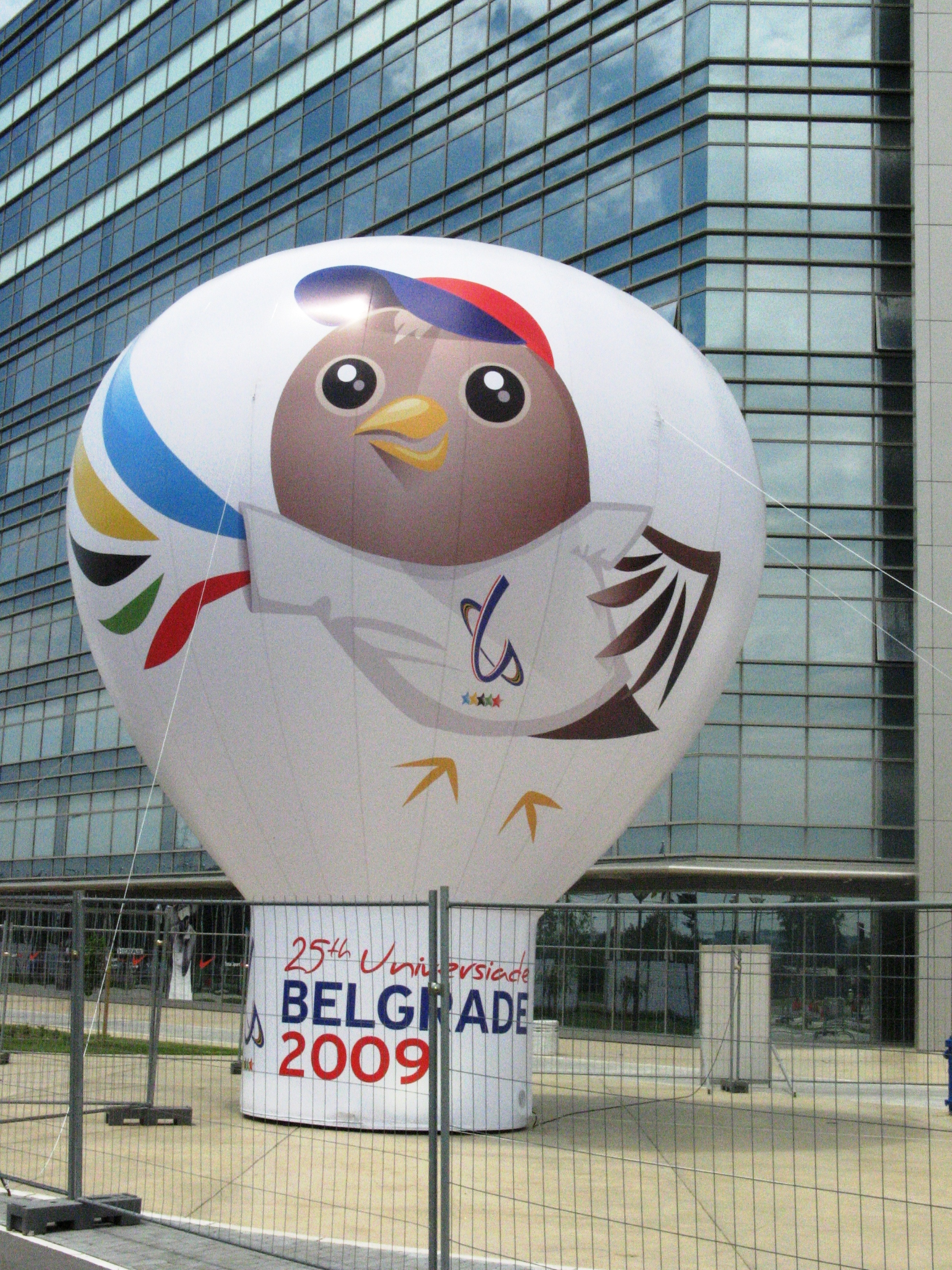
Воробей — талисман Универсиады-2009 в Белграде

- 1-12 июля — проведение Универсиады в Белграде.
- 7 июля — независимость Косово признала Иордания.
- 10 июля — независимость Косово признала Доминиканская Республика.
- 16 июля — на автодороге между Хургадой и Луксором в Египте погибло 9 сербских туристов.
- 27 июля — на чемпионате мира по водным видам спорта в Риме Милорад Чавич завоевал золотую медаль в плавании 50 метров баттерфляем.

## Август
- 1 августа — на чемпионате мира по водным видам спорта в Риме мужская ватерпольная сборная Сербии завоевала золотую медаль.

## Сентябрь
- 3 сентября — в результате серии взрывов на военной фабрике «Први партизан», расположенной в городе Ужице, 7 работников погибло, 14 ранено.
- 9 сентября — в Белграде на стадионе «Црвена звезда» состоялся важный матч отборочного турнира чемпионата мира по футболу — 2010 между сборной Сербии и сборной Франции, занимающих лидирующией позиции в группе 7. Игра закончилась в ничью со счётом 1:1, что позволило Сербии сохранить первое место в группе и увеличило шансы на участие в финальном турнире в ЮАР. Гол забил Ненад Милияш.
- 20 сентября — мужская сборная Сербии по баскетболу завоевала серебряную медаль на чемпионате мира в Катовице (Польша).
- 29-30 сентября — официальный визит Бориса Тадича в Словению.
- 29-30 сентября — из-за забастовки технических служб компании Jat Tehnika из аэропорта Николы Теслы отменено 24 вылета самолётов Jat Airways в Рим, Афины, Берлин, Амстердам и ряд других городов. По договорённости с другими авиакомпаниями рейсы в Москву, Донецк, Хургаду и Шарм-эш-Шейх состоялись[6].
- 29 сентября — в Клиническом центре Сербии (Белград) умер французский болельщик клуба Тулуза Брис Татон, который был тяжело ранен в драке с фанатами Партизана 17 сентября[7].
- 30 сентября — в Белграде День траура по погибшему накануне французскому болельщику.

## Октябрь
- 4-6 октября — визит в Россию министра иностранных дел Сербии Вука Еремича. Цель приезда: переговоры с министром иностранных дел России Сергеем Лавровым и подготовка приезда в Сербию Президента России Дмитрия Медведева[8].
- 5 октября — министр финансов России Алексей Кудрин, находясь в Стамбуле, заявил, что Россия предоставит Сербии кредит в размере 1 млрд. евро, в том числе 350 млн. евро на покрытие бюджетного дефицита, а остальные средства — на различные инвестиционные проекты (например, на строительство в Белграде метро). Сроки, условия и этапность выделения кредита рассматриваются[9].
- 10 октября — в Белграде на стадионе «Црвена Звезда» сборная Сербии выиграла у сборной Румынии со счётом 5:0. Победа в этом матче отборочного турнира досрочно обеспечила выход Сербии в финальную часть чемпионата мира 2010 года в ЮАР.
- 11 октября — Новак Джокович выиграл теннисный турнир в Пекине.[10]
- 12-13 октября — визит президента Сербии Бориса Тадича в Венгрию[11].
- 14 октября — в Приштине на бульваре Билла Клинтона косовские албанцы установили памятник Биллу Клинтону[12].
- 15 октября — в Совете безопасности ООН состоялись дебаты по ситуации в Косово и Метохии и вопросам деятельности там миссии ООН[13].
- 15-16 октября — Сербию посетил президент Эстонии Тоомас Хендрик Ильвес[14].

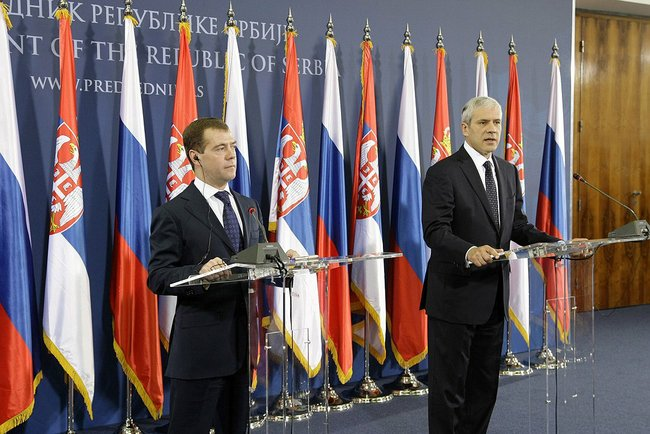
Президенты России и Сербии Дмитрий Медведев и Борис Тадич делают заявление для прессы по итогам российско-сербских переговоров (20 октября 2009)

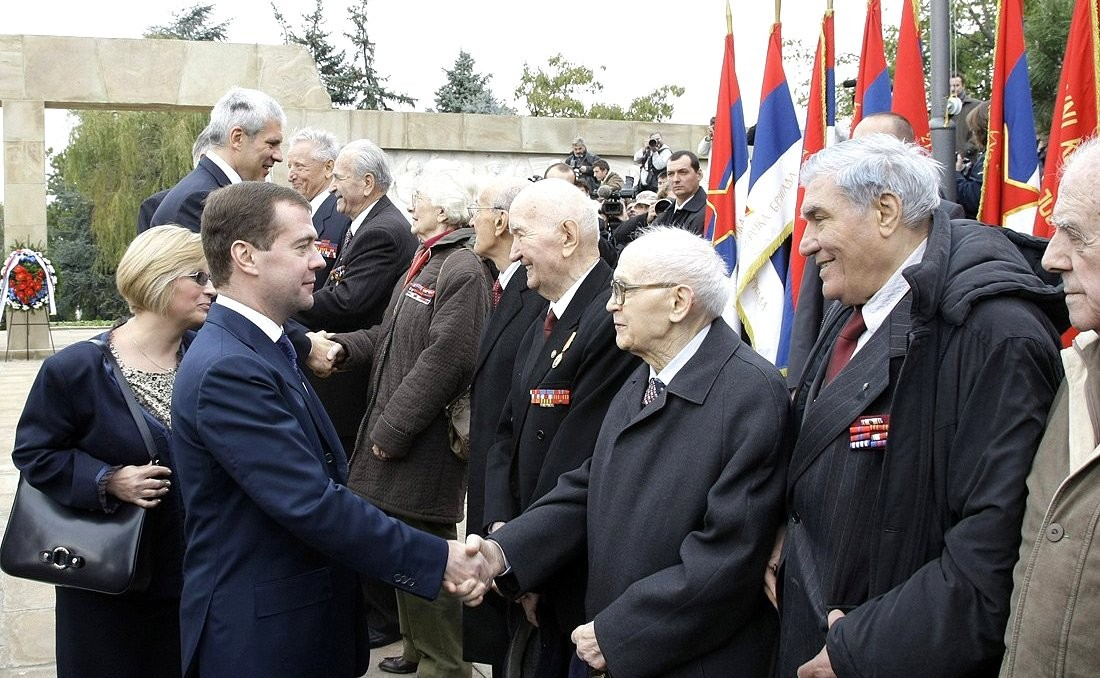
Президенты России и Сербии Дмитрий Медведев и Борис Тадич поздравляют ветеранов Второй мировой войны (20 октября 2009)

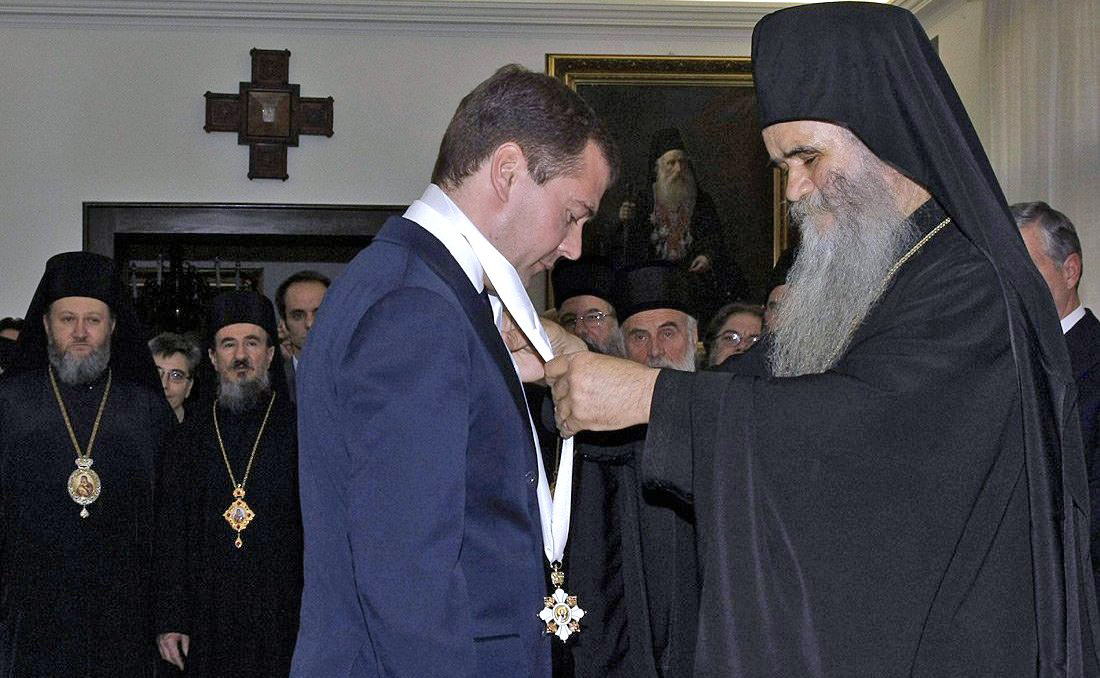
Президент России Дмитрий Медведев получает из рук митрополита Черногорско-Приморского Амфилохия Орден Святого Саввы (20 октября 2009)

- 20 октября — состоялся первый официальный визит в Сербию президента России Дмитрий Медведева, приуроченный к 65-летию освобождения Белграда от немецко-фашистских захватчиков в годы Второй мировой войны. Во время визита Дмитрий Медведев был награждён высшим орденом Сербской православной церкви — Орденом Святого Саввы[15].

В результате российско-сербских переговоров было подписано семь документов:
| № | Документ | Подписанты                                                             | Подписанты                                                                            |
| - | --- | ---------------------------------------------------------------------- | ------------------------------------------------------------------------------------- |
| 1 | Соглашение между Правительством Российской Федерации и Правительством Республики Сербии о сотрудничестве в области чрезвычайного гуманитарного реагирования, предупреждения стихийных бедствий и техногенных аварий и ликвидации их последствий | Министр по чрезвычайным ситуациям России Сергей Шойгу                  | Министр внутренних дел Сербии Ивица Дачич                                             |
| 2 | Соглашение о сотрудничестве между Министерством внутренних дел Российской Федерации и Министерством внутренних дел Республики Сербии | Министр иностранных дел России Сергей Лавров                           | Министр внутренних дел Сербии Ивица Дачич                                             |
| 3 | Программа сотрудничества в области культуры, образования, науки, спорта и молодёжной политики между Правительством Российской Федерации и Правительством Республики Сербии на 2009—2011 годы                                                    | Министр иностранных дел России Сергей Лавров                           | Министр иностранных дел Сербии Вук Еремич                                             |
| 4 | Соглашение между Государственной Думой Федерального Собрания Российской Федерации и Народной скупщиной Республики Сербии о межпарламентском сотрудничестве                                                                                      | Заместитель Председателя Государственной Думы России Александр Бабаков | Председатель Народной скупщины Сербии Славица Джукич-Деянович                         |
| 5 | Меморандум между администрацией Курской области и министерством экономики и регионального развития Республики Сербии о торгово-экономическом сотрудничестве                                                                                     | Губернатор Курской области Александр Михайлов                          | Государственный секретарь министерства экономики и регионального развития Весна Арсич |
| 6 | Протокол в отношении сербского участка проекта «Южный поток» между ОАО «Газпром» и Государственным предприятием «Сербиягаз» | Председатель Правления ОАО «Газпром» Алексей Миллер                    | Генеральный директор ГП «Сербиягаз» Душан Баятович                                    |
| 7 | Соглашение о создании совместного предприятия по подземному хранению газа «Банатский двор» между ОАО «Газпром» и государственным предприятием «Сербиягаз»                                                                                       | Председатель Правления ОАО «Газпром» Алексей Миллер                    | Генеральный директор ГП «Сербиягаз» Душан Баятович                                    |

- 21-31 октября — в Нови-Саде прошёл 17-й Командный чемпионат Европы по шахматам[20].
- 21 октября — в Сербии зафиксирован первый случай смерти человека от свиного гриппа, вызванного вирусом A/H1N1. В Крагуеваце умерла женщина 46 лет, которая была госпитализирована в больницу в тяжёлом состоянии ещё 5 октября[21]
- 25 октября — ночью в больнице «Драгиша Мишовича» (Белград) произошёл пожар, который принёс значительный материальный ущерб. Жертв нет[22].
- 25 октября — теннисист Янко Типсаревич участвовал в финальном раунде Кубка Кремля 2009 в мужском одиночном разряде, но уступил российскому теннисисту Михаилу Южному[23].
- 26-27 октября — Сербию посетил президент Турции Абдулла Гюль[24][25].
- 26 октября — в Гааге Международный трибунал по бывшей Югославии не смог начать слушания по делу Радована Караджича в связи с неявкой подсудимого. Слушания перенесены на 27 октября[26].
- 27 октября — из тюрьмы в Швеции досрочно освобождена, осуждённая на 11 лет Международным трибуналом по бывшей Югославии в 2003 году, президент Республики Сербской в 1996—1998 годах Биляна Плавшич. В этот же день Биляна Плавшич самолётом прибыла в Белград[27].
- 31 октября — в 6.00 полиция Сербии во многих городах страны (Белград, Нови-Сад, Ниш, Бор, Крагуевац, Нови-Пазар, Вранье) начала спецоперацию «Морава», в результате которой было задержано около 500 человек, связанных с распространением наркотиков. Было проведено более 600 обысков, изъято несколько десятков килограммов наркотических веществ (кокаина, героина, марихуаны), 57 единиц оружия, большое количество боеприпасов, четыре украденных автомобиля, а также 20 автомобилей высокого класса, принадлежащих наркодилерам, и более миллиона фальшивых американских долларов.[28]

## Ноябрь
- 1 ноября — в Приштине в присутствии бывшего президента США Билла Клинтона косовскими албанцами был торжественно открыт памятник Биллу Клинтону, который расположен на бульваре Билла Клинтона[29].
- 3 ноября — впервые за неделю (с 26 октября) в международном трибунале по бывшей Югославии выступил Радован Караджич, который снова заявил, что ему было предоставлено недостаточно времени для изучения материалов судебного дела[30].
- 3 ноября — второй в Сербии случай смерти от свиного гриппа — в 18.30 умерла 32-летняя женщина из села Велики-Шилеговац, расположенного рядом с городом Крушевац, заболевшая 28 октября[31].
- 4 ноября — третий в Сербии случай смерти от свиного гриппа — умерла женщина из города Чуприя. За день зарегистрировано ещё 17 случаев заражения вирусом H1N1 (Белград, Сремска-Митровица, Лесковац, Косовска-Митровица, Чуприя, Зренянин). Общее число заражённых вирусом превысило две сотни и достигло 204[32].
- 5 ноября — четвёртая жертва в Сербии от свиного гриппа, общее число заболевших достигло 224[33].
- 5 ноября — международный трибунал по бывшей Югославии назначил Радовану Караджичу адвоката и отложил начало судебного процесса до 1 марта 2010 года.[34]
- 6 ноября — пятая жертва в Сербии от свиного гриппа, общее число заболевших достигло 244[35]
- 7-8 ноября — в результате продолжительных дождей, который не прекращались 15 часов, в Западной Сербии вышла из берегов река Детина и затопила часть города Ужице, пять общин — Чачак, Горни-Милановац, Лучани, Пожега и Ариле, в которых проживает около 300 тысяч человек, не получают питьевую воду[36]. В результате наводнения погиб один человек[37].
- 8 ноября — в Ужице от свиного гриппа умерли два человека, увеличив число жертв до 7. Число заболевших достигло 249[38].
- 8 ноября — Ненад Зимонич и канадец Даниэль Нестор одержали победу на теннисном турнире в Базеле в парном разряде, выиграв в финале у американцев Боба и Майка Брайанов со счётом 6:2, 6:3[39].
- 9 ноября — независимость Косово признала Новая Зеландия (первый случай признания за последние 4 месяца и 63-й с момента одностороннего отделения края от Сербии)[40].
- 9 ноября — Новак Джокович стал первым сербом, одержавшим победу на теннисном турнире в Базеле в одиночном разряде, выиграв в финале у швейцарца Роджера Федерера со счётом 4:6, 6:4, 2:6.[41]

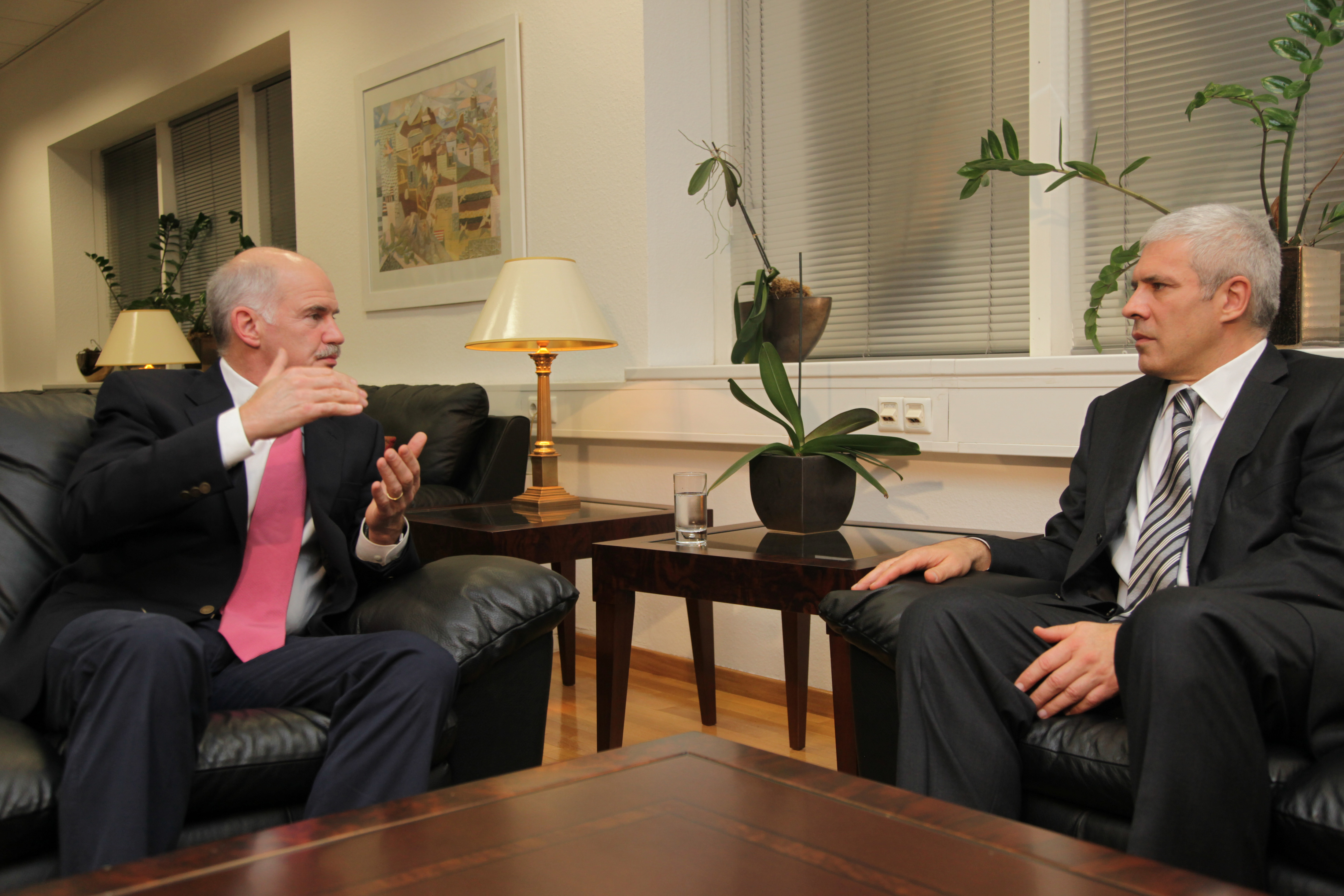
Премьер-министр Греции Папандреу и Президент Сербии Тадич

- 10 ноября — визит президента Сербии Бориса Тадича в Грецию[42].
- 11 ноября — в Сербии объявлена эпидемия свиного гриппа. Первая мера по борьбе с гриппом — вакцинация 3 млн людей[43].
- 12-13 ноября — визит президента Сербии Бориса Тадича в Италию и встреча с президентом Италии Джорджо Наполитано[44] и премьер-министром Сильвио Берлускони[45]
- 14 ноября — встреча президента Сербии Бориса Тадича и папы римского Бенедикта XVI[46].
- 14 ноября — первый случай смерти от свиного гриппа на территории Косово и Метохии, число заражённых в крае — 32[47].

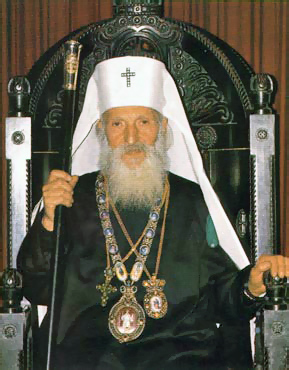
Патриарх Павел, 1914—2009

- 15 ноября — в 10.45 после продолжительной болезни скончался Патриарх Сербский Павел[48]
- 15 ноября — местные выборы на территории Косово и Метохии, организованные албанскими сепаратистами.
- 15 ноября — Новак Джокович стал победителем парижского «Мастерса», обыграв в финальном поединке француза Гаэля Монфиса со счётом 6:2, 5:7, 7:6 (7:3)[49].
- 15 ноября — Ненад Зимонич и канадец Даниэль Нестор стали победителем на теннисном турнире серии «Мастерс» в Париже в парном разряде, обыграв в финальном поединке испанцев Марселя Гранольерса и Томми Робредо со счётом 6:3, 6:4[50].
- 16-18 ноября — в связи со смертью Патриарха Павла в Сербии трёхдневный траур[51].
- 16 ноября — местоблюстителем Сербского патриаршего престола избран митрополит Черногорско-Приморский Амфилохий[52].
- 16 ноября — визит президента Сербии Бориса Тадича в Германию и встреча с канцлером Германии Ангелой Меркель[53].
- 16 ноября — в Крагуеваце от свиного гриппа умерли ещё два человека, увеличив число жертв до 9. Число заболевших достигло 295[54].
- 17 ноября — третья жертва свиного гриппа в Ужице[55].
- 18 ноября — зафиксирован первый случай смерти от свиного гриппа в Воеводине. Всего в Сербии умерло 13 человек[56].
- 19 ноября — в монастыре Раковица захоронен Патриарх Сербский Павел[57].
- 19 ноября — президент Сербии встретился с президентом Македонии Георге Ивановым, который прибыл на похороны Патриарха Сербского Павла[58]
- 25 ноября — визит в Сербию премьер-министра Кувейта Насера аль-Мухаммеда аль-Ахмеда ас-Сабаха[59].

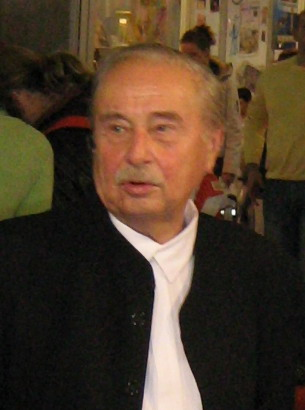
Милорад Павич, 1929—2009

- 30 ноября — скончался поэт и писатель, член Сербской академии науки и искусства Милорад Павич.[60]
- 30 ноября — число жертв от свиного гриппа в Сербии достигло 22 человек, а число подтверждённых случаев заражения — 373[61].

## Декабрь
- 1 декабря — в Гааге в Международном суде ООН начались слушания о законности независимости Косово[62].
- 3 декабря — визит в Сербию президента Словакии Ивана Гашпаровича[63].
- 8 декабря — суд Белграда оштрафовал Президента Сербии Бориса Тадича на 40000 динар за распитие шампанского в ложе стадиона «Црвена Звезда», что запрещено законом о поведении на спортивных объектах. Инцидент произошёл 10 октября после футбольного матча отборочного турнира чемпионата мира-2010 Сербия-Румыния, в котором сербы победили гостей со счётом 5:0. Тадич полностью признал за собой вину. К штрафу также приговорены министр спорта Снежана Самарджич-Маркович и председатель белградского парламента Александр Антич[64].
- 16 декабря — независимость Косово признала Малави[65].
- 19 декабря — введён безвизовый режим для граждан Сербии, а также Черногории и Македонии, для посещения стран Евросоюза (кроме Великобритании и Ирландии), а также Швейцарии, Норвегии и Исландии[66].
- 22 декабря — президент Сербии Борис Тадич в Стокгольме передал официальную заявку на вступление в ЕС премьер-министру председательствующей в Европейском Союзе Швеции Фредерику Рейнфельдту[67].
- 27 декабря — число заболевших свиным гриппом достигло 590, а умерших от него — 50. Вакцинировано 62727 человек[68].